# 역전로 (시흥시)
역전로(Yeokjeon-ro) 시흥시 정왕동 수자원공사앞교차로 에서 시흥시 정왕동를 잇는 도로이다.

## 주요 경유지
경기도
- 시흥시 (정왕동)

## 노선
| 이름                  | 접속 노선         | 소재지 | 소재지 | 비고 |
| --------------------- | ----------------- | ------ | ------ | ---- |
| 수자원공사앞 교차로   | 정왕대로          | 시흥시 | 정왕동 |      |
| 체육공원사거리        | 정왕천길로        | 시흥시 | 정왕동 |      |
| 외곽4교사거리         | 정왕천로          | 시흥시 | 정왕동 |      |
| 정왕농협삼거리        | 봉우재로          | 시흥시 | 정왕동 |      |
| 정왕역앞 교차로       | 마유로            | 시흥시 | 정왕동 |      |
| 성당앞삼거리          | 정옹천길로139번길 | 시흥시 | 정왕동 |      |
| 냉정초등학교앞 삼거리 |                   | 시흥시 | 정왕동 |      |
| (오이도역앞)          |                   | 시흥시 | 정왕동 |      |
| (이름없음)            | 봉화로            | 시흥시 | 정왕동 |      |

## 주요건물및 시설
- 정왕동체육공원 단풍광장 (역전로 2/정왕동 2160)
- 르노코리아자동차 서비스코너 정왕점 (역전로 27/정왕동 1398-3)
- 정왕동체육공원 50 (역전로 50/정왕동 2158)
- 세븐일레븐 시흥정왕체육공원점 (역전로 63/정왕동 1539-6)
- 세븐일레븐 시흥정왕본동점 (역전로 219/정왕동 1820-8)
- 정왕본동 행정복지센터 (역전로 228/정왕동 2149-3)
- 파리바게뜨 정왕역점 (역전로 270/정왕동 2327-5)
- SK에너지 정다운셀프주유소 (역전로 318/정왕동 876-420)
- 이마트24 시화영남점 (역전로 351/정왕동 1872-4)
- 냉정초등학교 (역전로 369/정왕동 1872-3)
- 세븐일레븐 시화보성점 (역전로 413/정왕동 1877-5)
- 오이도역 (역전로 430/정왕동 878)
- 함현중학교 (역전로 435/정왕동 1877-4)
- 함현초등학교 (역전로 455/정왕동 1878-10)
- 함현고등학교 (역전로 463/정왕동 1878-9)